# Kępa Solecka
Kępa Solecka (prononciation [ˈkɛmpa sɔˈlɛt͡ska]) est un village de la gmina de Łaziska du powiat d'Opole Lubelskie dans la voïvodie de Lublin, située dans l'est de la Pologne.
Il se situe à environ 6 kilomètres au nord-ouest de Łaziska (siège de la gmina), 11 kilomètres à l'ouest d'Opole Lubelskie (siège du powiat) et 52 kilomètres à l'ouest de Lublin (capitale de la voïvodie).
5 kilometres (3 mi) west of Łaziska, 11 km (7 mi) west of Opole Lubelskie, and 54 km (34 mi) west of the regional capital Lublin.
Le village possédait une population de 94 habitants en 2009.

## Histoire
De 1975 à 1998, la ville est attachée administrativement à l'ancienne Voïvodie de Radom.

Depuis 1999, elle fait partie de la gmina de Solec nad Wisłą de la voïvodie de Mazovie.

À partir de 2005, le village intègre la voïvodie de Lublin.